# Musik i Blekinge
Musik i Blekinge är länsmusiken i Blekinge län med säte i Karlskrona. Länsmusiken är en enhet i landstingets förvaltning som producerar konserter och ger stöd till arrangörer och amatörgrupper i Blekinge län.
I organisationen ingår även ensemblerna Unit och Dunsö kapell som ofta samarbetar. Dunsö kapell, leds av musikerna Per och Ingalill Dunsö, har producerat och spelat musikproduktioner för barn från 3 år som en del av länsmusiken sedan mitten av 1990-talet. Unit (tidigare Jazz Unit) bildades 1995 när basisten Ola Bjerding anställdes på länsmusiken och är idag en duo som huvudsakligen spelar jazz och improviserad musik. Utöver musiken anordnar Unit workshops, kurser och läger för elever i musikklasser, gymnasiet och liknande. Nuvarande medlemmar i Unit är gitarristen Niclas Höglind och slagverkaren Kristofer Johansson.